# Ранагхат
Ранагха́т (англ. Ranaghat, бенг. রাণাঘাট) — город и муниципалитет в округе Надия, штат Западная Бенгалия, Индия. Расположен на берегах реки Чурни в 74 км к северу от Калькутты и в 26 км к югу от Кришнанагара. Является крупным сельскохозяйственным центром. По данным переписи 2011 года население городской агломерации Ранагхат составляло 235 583 человека. Уровень грамотности равнялся 86,10 %. Основной язык населения — бенгали.